# World Athletics Relays 2021 – 2×2×400 meter gemengd
De 2x2x400 meter gemengd op de World Athletics Relays 2021 vond plaats op 1 en 2 mei in het Śląskistadion van Chorzów. Het was de tweede keer dat dit evenement werd gehouden op de World Athletics Relays, na de eerste keer dat dit in 2019 werd gehouden. Ieder team moest bestaan uit één man en één vrouw, die elk twee keer zouden rennen, maar in willekeurige volgorde konden worden opgesteld.

## Records[2]
Voorafgaand aan het toernooi waren dit het wereldrecord en het kampioenschapsrecord:
| Wereldrecord                                      | Ce'Aira Brown en Donavan Brazier         | 3:36,92             | Yokohama            | 11 mei 2019         |
| Kampioenschapsrecord                              | Ce'Aira Brown en Donavan Brazier         | 3:36,92             | Yokohama            | 11 mei 2019         |
| Wereldleiding                                     | Niet van toepassing                      | Niet van toepassing | Niet van toepassing | Niet van toepassing |
| Afrikaans record                                  | Collins Kipruto en Eglay Nafuna Nalyanya | 3:40,48             | Yokohama            | 11 mei 2019         |
| Aziatisch record                                  | Ayano Shiomi en Allon Tatsunami Clay     | 3:38,36             | Yokohama            | 11 mei 2019         |
| Noord- en Centraal-Amerikaans en Caribisch record | Ce'Aira Brown en Donavan Brazier         | 3:36,92             | Yokohama            | 11 mei 2019         |
| Zuid-Amerikaans record                            | Niet van toepassing                      | Niet van toepassing | Niet van toepassing | Niet van toepassing |
| Europees record                                   | Anna Dobek en Patryk Dobek               | 3:42,14             | Yokohama            | 11 mei 2019         |
| Oceanisch record                                  | Catriona Bisset en Josh Ralph            | 3:37,61             | Yokohama            | 11 mei 2019         |

## Resultaten[3]

### Finale
| Rang   | Baan | Land | Atleten                                 | Tijd    | Bijz. |
| ------ | ---- | ---- | --------------------------------------- | ------- | ----- |
| Goud   | 7    | POL  | Joanna Jóźwik en Patryk Dobek           | 3:40,92 | NR    |
| Zilver | 5    | KEN  | Naomi Korir en Ferguson Rotich          | 3:41,79 | SB    |
| Brons  | 3    | SLO  | Anita Horvat en Žan Rudolf              | 3:41,95 | SB    |
| 4      | 2    | BLR  | Ilona Velikanovich en Illia Karnavukhau | 3:48,06 | NR    |
| 5      | 6    | POR  | Dorothé Évora en João Coelho            | 3:51,69 | SB    |
| 6      | 4    | SVK  | Daniela Ledecká en Patrik Dӧmӧtӧr       | 3:54,01 | SB    |